# 岩戸橋
岩戸橋（いわとばし）は、大分県竹田市荻町の大野川水系岩戸川に架かる石造単アーチ橋である。大分県の有形文化財に指定されている。通称、車橋。

## 概要
嘉永2年（1849年）に竣工した石橋で、筏場眼鏡橋（文化3年（1806年）竣工）などに次ぎ、現存する中で大分県で3番目に古い石橋であるとされる（5番目とする資料もある）。昭和49年（1974年）3月19日に石橋としては初めて大分県の有形文化財に指定されている。
かつては柏原地区と岡藩の城下町であった竹田を結ぶ唯一の経路であったが、この石橋が架けられるまでは、土橋が台風などでたびたび流失した上、馬車の通行が困難であったため、住民は不便をかこっていた。このため、当時の庄屋が岡藩に嘆願し、銀札二貫六百匁（約50両）を借り受けてこの橋を完成させたものである。現在も、岡藩への嘆願書や設計図などの貴重な史料が残っている。
この橋の近くには大分県道695号久重野荻線旧道の新岩戸橋、新道の岩戸大橋、2本の水路橋が重なるように架かっており、江戸時代から現代にわたる橋を一望することができる。
なお、大分県豊後大野市の大野川水系奥嶽川の大野川との合流点近くにも、同名の橋がある。かつての三重町と清川村の境に架かる橋で、昭和12年（1937年）に竣工した鉄筋コンクリートT型単桁橋である。

## 諸元
- 所在地：大分県竹田市荻町
- 河川：大野川水系岩戸川
- 形式：石造単アーチ橋
- 橋長：28.2m
- 橋高：18m
- 径間（アーチ幅）：17.4m
- 竣工：嘉永2年（1849年）
- 石工：久米蔵、後藤松太郎
- 文化財指定等：大分県指定有形文化財

## 交通
JR九州豊肥本線豊後荻駅から徒歩約15分